# USS Columbus (SSN-762)
Za druga plovila z istim imenom glejte USS Columbus.
USS Columbus (SSN-762) je jedrska jurišna podmornica razreda los angeles.